# Quinn Buckner
Quinn Buckner, född 20 augusti 1954 i Phoenix, Illinois, är en amerikansk tidigare basketspelare och baskettränare.
Som spelare var Buckner var med och tog OS-guld i basket 1976 i Montréal. Detta var USA:s åttonde guld i herrbasket i olympiska sommarspelen. År 1984 blev han NBA-mästare med sitt lag Boston Celtics.

## Lag som spelare
- Milwaukee Bucks (1976–1982)
- Boston Celtics (1982–1985)
- Indiana Pacers (1985–1986)

## Tränaruppdrag
- Dallas Mavericks (1993–1994)